# Josephine Leslie
Josephine Leslie (Wexford, 8 de junio de 1898-28 de abril de 1979) fue una escritora irlandesa, que publicó principalmente bajo el seudónimo de R. A. Dick (las iniciales de su padre Robert Abercromby, capitán de barco). Su obra más célebre es El fantasma y la señora Muir  (1945), que fue llevada al cine en 1947 y posteriormente adaptada como serie de televisión en los años 60.
En 1974, escribió la novela The Devil and Mrs. Devine (El diablo y la señora Devine) en 1974. También fue la autora de la obra de teatro Witch Errant.

## Obra
- Dick, RA (1945). The Ghost and Mrs. Muir. Londres, White Lion Ltd. [5]
- Dick, R. A. (1954). Unpainted Portrait. London, Hodder and Stoughton.
- Leslie, J. (1975). The Devil and Mrs Devine. London, Millington.